# Amerila hainana
Amerila hainana là một loài bướm đêm thuộc phân họ Arctiinae, họ Erebidae.